# Wettinia lanata
Wettinia lanata är en enhjärtbladig växtart som beskrevs av Rodrigo Bernal. Wettinia lanata ingår i släktet Wettinia och familjen Arecaceae. Inga underarter finns listade i Catalogue of Life.